# Offlaga
Offlaga là một đô thị thuộc tỉnh Brescia trong vùng Lombardia ở Ý. Đô thị này có diện tích 22 km², dân số 3356 người.
Đô thị này giáp với các đô thị sau: Bagnolo Mella, Barbariga, Dello, Leno, Manerbio, San Paolo, Verolanuova.